# Revive & Restore
 (mai 2023).
La mise en forme du texte ne suit pas les recommandations de Wikipédia : il faut le « wikifier ».
Les points d'amélioration suivants sont les cas les plus fréquents. Le détail des points à revoir est peut-être précisé sur la page de discussion.
- Les titres sont pré-formatés par le logiciel. Ils ne sont ni en capitales, ni en gras.
- Le texte ne doit pas être écrit en capitales (les noms de famille non plus), ni en gras, ni en italique, ni en « petit »…
- Le gras n'est utilisé que pour surligner le titre de l'article dans l'introduction, une seule fois.
- L'italique est rarement utilisé : mots en langue étrangère, titres d'œuvres, noms de bateaux, etc.
- Les citations ne sont pas en italique mais en corps de texte normal. Elles sont entourées par des guillemets français : « et ».
- Les listes à puces sont à éviter, des paragraphes rédigés étant largement préférés. Les tableaux sont à réserver à la présentation de données structurées (résultats, etc.).
- Les appels de note de bas de page (petits chiffres en exposant, introduits par l'outil «  Source ») sont à placer entre la fin de phrase et le point final[comme ça].
- Les liens internes (vers d'autres articles de Wikipédia) sont à choisir avec parcimonie. Créez des liens vers des articles approfondissant le sujet. Les termes génériques sans rapport avec le sujet sont à éviter, ainsi que les répétitions de liens vers un même terme.
- Les liens externes sont à placer uniquement dans une section « Liens externes », à la fin de l'article. Ces liens sont à choisir avec parcimonie suivant les règles définies. Si un lien sert de source à l'article, son insertion dans le texte est à faire par les notes de bas de page.
- La présentation des références doit suivre les conventions bibliographiques. Il est recommandé d'utiliser les modèles {{Ouvrage}}, {{Chapitre}}, {{Article}}, {{Lien web}} et/ou {{Bibliographie}}. Le mode d'édition visuel peut mettre en forme automatiquement les références.
- Insérer une infobox (cadre d'informations à droite) n'est pas obligatoire pour parachever la mise en page.

Pour une aide détaillée, merci de consulter Aide:Wikification.
Si vous pensez que ces points ont été résolus, vous pouvez retirer ce bandeau et améliorer la mise en forme d'un autre article.
Revive & Restore est une organisation de conservation de la faune à but non lucratif, qui apporte de la biotechnologie à la conservation. La biotechnologie peut être utilisée pour accroître la diversité génétique, renforcer la résistance aux maladies et faciliter l'adaptation. Basée à Sausalito, en Californie, la mission de l'organisation est d'améliorer la biodiversité via le sauvetage génétique espèce en danger et éteintes,.
Revive & Restore a été pionnier dans l'utilisation de la « boîte à outils de sauvetage génétique » pour la conservation de la faune – une suite d'outils biotechnologiques adaptés de la médecine humaine et de l'agriculture commerciale, capables d'améliorer les résultats en matière de conservation de la faune,,. La boîte à outils comprend la biobanque et la culture cellulaire, le séquençage génétiqueet les technologies de reproduction avancées, telles que le clonage. La boîte à outils complète les pratiques de conservation traditionnelles, telles que la reproduction en captivité et la restauration de l'habitat. En 2023, Revive & Restore a soutenu 54 subventions de recherche pour des projets démontrant l'utilisation de la biotechnologie dans la conservation appliquée. Ces efforts concernent 16 pays et plus de 70 espèces sauvages.
Le travail de Revive & Restore n'est pas sans controverse. En particulier, il lui a été reproché, dans son travail en matière de lutte contre les extinctions, de « jouer les apprentis sorciers » et d'accaparer du temps et de l'argent qui auraient dû être réservés aux efforts de conservation traditionnels. En outre, beaucoup sont préoccupés par le concept de clonage, y compris dans le contexte de la conservation,,,.

## Historique
Revive & Restore a été cofondée en 2012 par Stewart Brand et Ryan Phelan, avec l'idée d'apporter des solutions biotechnologiques au domaine de la conservation. Les fondateurs reconnaissaient alors que les efforts de conservation traditionnels n'étaient pas suffisants pour sauver certaines des espèces les plus menacées au monde et que de nouvelles technologies étaient nécessaires. Le groupe s'est développé en incubation via la Long Now Foundation jusqu'en 2017, date à laquelle il est devenu une organisation indépendante 501(c)(3).
Revive & Restore a attiré l'attention du monde entier en 2013, en organisant la première réunion publique sur la lutte contre les extinctions. Ses projets fondateurs comprennent la lutte contre l'extinction du tourte voyageuse, du  Tympanuchus cupido cupidoet du mammouth laineux. Depuis lors, Revive & Restore a établi des partenariats avec des institutions de recherche, des agences gouvernementales et des organisations de conservation, dans le cadre d'un large éventail de programmes de sauvetage génétique en faveur des espèces en danger.

## Partenariats
Les projets Revive & Restore sont menés en partenariat avec des institutions scientifiques, des organisations de conservation, des entreprises de biotechnologie et des agences gouvernementales. Revive & Restore est membre de l'Union internationale pour la conservation de la nature (UICN) et a des partenariats de longue date avec l'US Fish & Wildlife Service, The San Diego Zoo Wildlife Alliance, Morris Animal Foundation, et ViaGen Pets & Equine, entre autres.

## Programmes

### Fonds scientifique catalyseur
Le fonds scientifique catalyseur soutient le développement de nouveaux outils biotechnologiques pour la conservation. Lancé en 2018 et aujourd'hui doté de plus de 8 millions de dollars, le fonds scientifique catalyseur cible les projets de recherche en biosciences et de validation de principe en phase de démarrage susceptibles d'avoir un impact sur la conservation. Les programmes financés comprennent, entre autres, l'Advanced Coral Toolkit et Wild Genomes.

### Advanced Coral Toolkit
L'Advanced Coral Toolkit soutient les équipes de recherche dans le développement et les tests sur le terrain de biotechnologies qui profitent aux efforts de gestion et de restauration des récifs coralliens. Les projets comprennent des méthodes de cryoconservation des coraux pour la biobanque à grande échelle  et des dispositifs utilisables sur le terrain pour mesurer l'information génétique ou les signaux moléculaires associés au stress corallien. . Lancé en 2019, le programme a financé 10 équipes de recherche.

### Wild Genomes
Wild Genomes est un programme de financement visant à fournir des outils génomiques aux scientifiques de terrain, aux gestionnaires de la faune et aux citoyens engagés dans la protection de leur biodiversité locale. En 2023, Wild Genomes a financé 30 projets individuels. On trouve, parmi les catégories de programme, les espèces terrestres, les espèces marines, les amphibiens, et les écosystèmes de varech,

### Biobanque éclairée
Compte tenu de l'augmentation des taux d'extinction,, la biobanque et le séquençage des espèces menacées peuvent contribuer aux efforts de restauration. En 2022, Revive & Restore a lancé un partenariat avec l'US Fish & Wildlife Service pour biobanquer les tissus vivants d'espèces menacées aux États-Unis. Le partenariat comprend le développement d'un pipeline de biobanque pour la culture cellulaire et la cryoconservation à long terme. Le partenariat comprend également un programme pilote de biobanque et de séquençage des génomes de plus de 20 espèces américaines en voie de disparition et menacées.

### Clonage à des fins de conservation
Aux fins d'atténuer la dépression endogamique chez deux espèces menacées, le putois à pieds noirs (Mustela nigripes) et le cheval de Przewalski (Equus ferus przewalskii), Revive & Restore facilite les efforts en cours pour cloner des individus à partir de lignées cellulaires historiques stockées au San Diego Zoo Wildlife Alliance Frozen Zoo. Le programme vise à restaurer la variation génétique perdue du patrimoine génétique vivant.
Le 10 décembre 2020, le premier putois à pieds noirs cloné au monde est né. Ce putois, nommé Elizabeth Ann, est le tout premier individu d'une espèce américaine en voie de disparition à avoir été cloné avec succès,.
Le 6 août 2020, le premier cheval de Przewalski cloné au monde est né,,. L'ovocyte utilisé provenant d'un cheval domestique, il s'est agi d'un exemple de transfert de noyau de cellules somatiques (SCNT) interspécifique. En 2022, le cheval, nommé Kurt, a été accouplé avec un cheval de Przewalski femelle au San Diego Zoo Wildlife Safari Park, dans le but d'en apprendre davantage sur les comportements de son espèce. Le 17 février 2023, un deuxième cheval de Przewalski cloné est né de la même lignée cellulaire historique. Kurt et le nouveau poulain sont des jumeaux génétiques qui pourraient devenir les premiers animaux clonés à restaurer la variation génétique perdue de leur espèce,.

### Biotechnologie pour la conservation des oiseaux
En 2019, 460 espèces d'oiseaux ont été classées sur la liste des espèces en voie de disparition par l'UICN. Pourtant, les technologies de reproduction avancées qui existent pour les mammifères, comme le clonage, ne sont pas transférables aux oiseaux en raison des différences dans les stratégies de reproduction. Les technologies contribuant à la conservation des oiseaux restent loin derrière celles développées pour les mammifères. En 2022, Revive & Restore a lancé le programme de Biotechnologie pour la conservation des oiseaux, visant à faire progresser les méthodes de reproduction et de modification de gènes chez les oiseaux. À ce jour, 8 projets ont ainsi été financés, dirigés par des scientifiques aux États-Unis, en Allemagne, en Corée et au Japon. Les technologies développées dans le cadre du programme de Biotechnologie pour la conservation des oiseaux pourraient également faire progresser deux des projets fondateurs de Revive & Restore : la lutte contre les extinctions de tourte voyageuse et de Tympanuchus cupido cupido.

### Lutte contre les extinctions
En 2012, Revive & Restore a organisé et financé un atelier sur invitation uniquement, sur le thème de la lutte contre les extinctions, réunissant 36 scientifiques du monde entier pour discuter de la relance des espèces perdues. L'événement a constitué la première réunion organisée sur le sujet. En 2013, Revive & Restore a organisé et financé la première réunion publique sur la lutte contre les extinctions, intitulée TEDxDeExtinction, qui a catapulté le concept dans les médias grand public. Le mammouth laineux et le tourte voyageuse sont apparus comme des espèces centrales dans les efforts de lutte contre les sextinctions de Revive & Restore.
De 2013 à 2021, Revive & Restore a organisé la recherche et le développement pour les projets concernant le mammouth laineux et le tourte voyageuse. En 2021, une société de biosciences à but lucratif, Colossal Biosciences, a repris le projet de travail sur le mammouth laineux. Le projet de travail sur le tourte voyageuse est actuellement mené par Revive & Restore.

### Initiative sur les conséquences prévues
En 2020, Revive & Restore a conçu une campagne autour du concept de « Conséquences prévues », se concentrant sur les avantages des interventions de conservation, plutôt que sur les craintes de conséquences inattendues. Revive & Restore a fait valoir le fait que lorsque les défenseurs de l'environnement proposent des interventions, on leur répond souvent : « Qu'en est-il des conséquences inattendues ? » Cependant, pour des milliers d'espèces menacées et en voie de disparition, l'inaction peut conduire à l'extinction. Ainsi, le concept de « Conséquences prévues » constitue un contrepoids à l'argument de la peur des conséquences inattendues.
En 2020, Revive & Restore a organisé un atelier virtuel sur les conséquences prévues, auquel ont assisté 57 participants, notamment des scientifiques, des éthiciens et des praticiens de la conservation. L'atelier a abouti à la publication d'un numéro spécial dans la revue scientifique évaluée par les pairs, Conservation Science and Practice.